# Koca Hüsrev Mehmed Pasha
Mehmed Hüsrev Pasha (también conocido como Koca Hüsrev Pasha; a veces conocido en fuentes occidentales como Husrev Pasha o Khosrew Pasha); (1769–1855) fue un Kapudan Pasha ("Gran Almirante") de la Marina otomana y estadista que llegó a la posición de Gran Visir bastante tarde en su carrera, entre el 2 de julio de 1839 y 8 de junio de 1840 durante el reinado de Abdülmecit I. Sin embargo, durante la década de 1820, ocupó cargos administrativos clave en la lucha contra los señores de guerra regionales, la reforma del ejército y la reforma del atuendo turco.

## En Egipto
Era un protegido de Küçük Hüseyin Pasha, un reformador que se convirtió en Kapudan Pasha en 1792. En 1801, Hüsrev Pasha comandó a las 6.000 tropas otomanas que ayudaron a los británicos a expulsar a los franceses de Rashid (Rosetta). Por esto, fue nombrado gobernador de Egipto, en cuya posición fue acusado de ayudar a Hüseyin Pasha en el asesinato o encarcelamiento de los líderes supervivientes de los mamelucos. Muchos de estos fueron liberados o huyeron con los británicos, mientras que otros fueron retenidos en Minia entre el Alto y el Bajo Egipto.
En medio de estos disturbios, Husrev Pasha intentó disolver sus Bashi bazouk albaneses sin pagar. Esto provocó disturbios que lo llevaron de El Cairo a Damietta, donde finalmente fue capturado por un ejército combinado de mamelucos y albaneses. Más tarde fue nombrado gobernador nuevamente por Mehmet Alí durante 2 días, aunque no tenía ningún poder real; fue liberado más tarde.

## Gobernador provincial y Kapudan Pasha
Antes de salir de Egipto, fue nombrado gobernador del Eylato de Diyarbekir. Un año después, fue nombrado gobernador de Salónica. En 1806 fue gobernador de Bosnia (como figura en la novela Travnička hronika de Ivo Andrić), antes de ser reelegido como gobernador de Salónica en 1808.
Hüsrev Pasha ocupó el rango de Kapudan Pasha de la Armada Otomana desde 1811 hasta 1818. Luego fue nombrado gobernador del Eyaleto de Trabzon dos veces, tiempo durante el cual dirigió para la región de Turquía del Mar Negro, la lucha contra los gobernantes feudales locales (derebeys).

## Guerra de Independencia griega
Durante la Guerra de Independencia griega, fue nombrado Kapudan Pasha nuevamente a fines de 1822. En este cargo, capturó y destruyó la isla de Psara en junio de 1824 y luego se movió contra Samos, donde se le unió la flota egipcia. Durante los meses de julio y agosto, varias escaramuzas y maniobras constantes siguieron entre las flotas otomanas y griegas, que culminaron en la batalla de Gerontas, una victoria griega.

## Modernizador del ejército
En 1826, Husrev Pasha desempeñó papeles vitales tanto en el Incidente Afortunado (la aniquilación del Cuerpo de Jenízaros en 1826) como en la formación del nuevo "Ejército de Mansure" modelado de los de las potencias europeas. Nombrado como serasker (comandante del ejército) de Mansure en mayo de 1827, Husrev reformó y disciplinó al cuerpo. Él mismo, ignorante de los métodos militares modernos, reunió a un equipo de expertos extranjeros y otro personal para ayudarlo, el "Seraskeriye", que constituyó el primer equipo en la historia otomana. Debido a su temprana defensa de la reforma militar y el control virtual sobre el nuevo ejército otomano, Husrev pudo instalar a muchos de sus protegidos en altos cargos militares. En total, la casa de Husrev produjo más de 30 generales.

## Adopción de niños criados para convertirse en oficiales de alto rango
Husrev Pasha adoptó hasta a cien niños en edad temprana, a veces incluso esclavos comprados en el mercado, quienes, después de una educación atenta, más tarde se convirtieron en sus protegidos y ascendieron a puestos importantes en la estructura del estado, el más notable de ellos fue Ibrahim Edhem Pasha, un niño de Chios comprado en un mercado de esclavos en Esmirna en 1822 después de la masacre de Quíos. Levy menciona que en el primer ejército de Mansure, antecesor del moderno ejército de Turquía y compuesto en 1827 por un contingente de 27.000 efectivos, existía un grupo de entre 70 y 80 "hijos" de Husrev Pasha.

## Adopción del fez para reemplazar el turbante
Husrev Pasha también fue fundamental para el casi abandono del turbante y la adopción del Fez como un casco universal para los hombres musulmanes del Imperio Otomano (excluyendo las clases religiosas) bajo el Sultán Mahmud II. Había visto el fez como lo usaban ocasionalmente los tunecinos y los argelinos durante un viaje por el Mediterráneo y lo introdujo en la capital otomana, desde la cual la costumbre se extendió a todas las tierras otomanas, incluida la dependencia nominal de Egipto. Cabe señalar que la vestimenta y los artículos de sombrerería a menudo significaban declaraciones cargadas de símbolos y cargadas políticamente en tierras turcas.